# Michael Herbert
Michael „Mick“ Herbert (* 17. Mai 1925 im Castleconnell, County Limerick; † 20. Juni 2006) war ein irischer Politiker der Fianna Fáil.

## Biografie

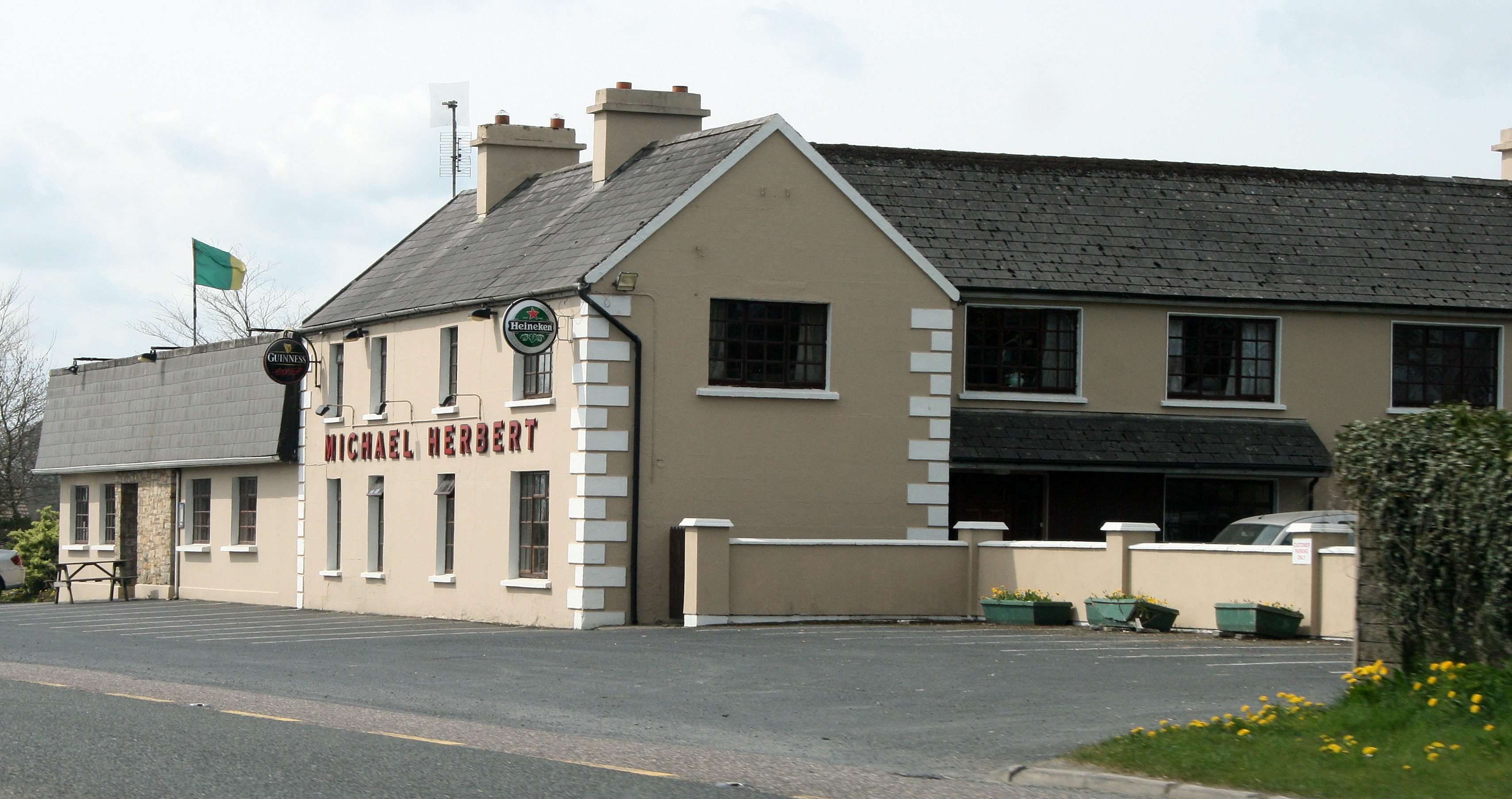
Pub Michael Herbert in Castleconnell

Michael Herbert war in seinen jungen Jahren ein erfolgreicher Hurler. 1949 erlitt er eine schwere Kopfverletzung während eines Hurlingspiels. Der Verursacher wurde zu einer Freiheitsstrafe von 12 Monaten verurteilt.
1954 heiratete er Bríd Nash (1931–2018), mit der er fünf Söhne, darunter der Rechtsanwalt und frühere Hurler Turlough Herbert, und drei Töchter hatte.   
Michael Herbert betrieb in Castleconnell einen Pub, der heute noch existiert. Noch ohne Erfolg kandidierte er 1965 für den 18. Dáil Éireann im Wahlkreis Limerick East. 1969 war er jedoch erfolgreich und zog als Teachta Dála in das Unterhaus des Oireachtas ein. 
Von 1973 an war er Mitglied der ersten, zweiten und der dritten irischen Delegation zum Europäischen Parlament. Bei der ersten Wahl des Parlaments 1979 wurde er im Wahlbezirk Munster nicht gewählt. 
Bei den Wahlen zum Dáil Éireann 1981 trat er nicht mehr an. Ein letzter Versuch, im November 1982 in den Dáil Éireann einzuziehen, scheiterte.